# Eilema brevimacula
Eilema brevimacula là một loài bướm đêm thuộc phân họ Arctiinae, họ Erebidae.